# 里亞尚 (帕拉伊巴州)
里亞尚（葡萄牙語：Riachão），是巴西的城鎮，位於該國東北部，由帕拉伊巴州負責管轄，始建於1994年4月29日，面積90.2平方公里，2010年人口3,266，人口密度每平方公里36.23人。